# Erinnerung an Covent-Garden
Erinnerung an Covent-Garden ist ein Walzer von Johann Strauss Sohn (op. 329). Das Werk wurde am 27. September 1867 im Covent Garden in London erstmals aufgeführt.